# Col de Ceignes
Pour l’article ayant un titre homophone, voir Col de la Seigne.
Le col de Ceignes est un col autoroutier du massif du Jura situé en France dans le département de l'Ain, dans le Bugey, sur le territoire de la commune de Ceignes.
Emprunté par l'autoroute A40, il se trouve à l'altitude de 646 m, et constitue l'une des trois principales traversées du relief jurassien par l'A40, avec la cluse de Nantua et le Vuache, à une altitude sensiblement comparable.
Il se situe au point de croisement de l'A40 avec la route départementale 11 reliant Ceignes à Peyriat, laquelle est traversée par l'autoroute par un pont.
Le franchissement routier du col de Ceignes est soumis à vigilance, du fait d'une pente importante et de conditions météorologiques parfois difficiles en période hivernale. Des voies de détresse sont aménagées sur ses flancs.